# Філокалія
Філокалія (грец. Φιλοκαλία των ιερών νηπτικών), також «Добротолюбство» — збірка духовних творів православних авторів IV — XV століть. Велика частина текстів належить до традиції ісихазму. Збірка складена Никодимом Святогорцем та митрополитом Коринфу Макарієм і вперше опублікована 1782 грецькою мовою.
Переклад на старослов'янську мову зроблено 1793 року преподобним Паїсієм Величковським, яка фактично відновила монашество й розбудувала велику традицію внутрішньої молитви. Пізніше святий Феофан Затворник зробив переклад Добротолюбія на російську мову, хоча враховуючи що він розширив роботу з одного до п'яти томів й додав багато інших робіт у збірку — можна зробити висновок, що Добротолюбіє російського видання 1877 і Добротолюбіє 1782,1793 років — різні праці.

## Історія
Філокалія вперше була опублікована у Венеції грецькою мовою 1782 року завдяки старанням румунського князя Йоана Мавроґордата. Цю збірку аскетичних та містичних текстів зібрав атоський монах Никодим Агіорит (1749-1809) та єпископ Макарій з Коринфа (1731-1805). Видання складалось з одного тому обсягом XVI-1207 сторінок, назва якого була запозичена зі збірки вибраних творів Оригена під титулом Філокалія, що її уклали свв. Василій Великий та Григорій Богослов.
Паїсій Величковський (1722-1794), якого історик релігії Георгій Федотов називає «батьком російського старчества», переклав цю збірку церковнослов'янською мовою, яка була видана 1793 року в Санкт-Петербурзі. Пізніше було зроблено переклад на російську мову, який фактично є іншою працею — адже розширений з одного до п'яти томів. До 2021 року не було перекладу українською мовою саме автентичного Добротолюбія старця Паїсія. Автор книги «Щирі розповіді Прочанина своєму духовному отцеві», добре знаної і на Заході, носив зі собою саме Добротолюбіє, укладення котрої приписується Паїсію.
Старець Паїсій, родом з Полтави, повернувся до традицій святих Отців. Закінчивши студії у Київській Академії, що не задовольнили його, він 1746 року відійшов на Атос, де збирав рукописи й вивчав твори Отців Церкви. Повернувшись з Атосу 1763 року, він перебрався до Молдови, де почав відновляти чернече життя.
На основі Добротолюбія Паїсія Величковського та грецької Філокалії, виданої у Венеції, єпископ Феофан Затворник (1815-1894) упорядкував та видав 1877 року повніше Добротолюбіє, вибравши для нього переважно ті тексти зі святих Отців, що стосувалися молитви серця. 
Сьогодні Філокалія стає все популярнішою і на Заході. Її перекладають французькою, англійською та іншими західноєвропейськими мовами, що допомагає краще пізнати духовність християнського Сходу. Тривалий час перекладали лише невеликі витяги з Філокалії на основі грецького тексту чи російського перекладу Феофана Затворника: 
- у виданні Faber and Faber, Writings from the Philokalia on Prayer of the Heart та Early Fathers from the Philokalia (переклад Ε. Кадлубовського та G. Ε. Η. Palmer),
- у виданні du Seuil, Petite Philocalie de la priere du coeur (редакція J. Gouillard);
- також Kleine Philokalie у виданні Benzinger, та
- по-італійськи Filokalia per la LEF в редакції P. Vannucci.

## Видання українською мовою
У 2008 «Добротолюбіє» українською з російської (переклад Святійший Філарета) видано Київською Патріархією Української православної церкви Київського Патріархату.
До першого тому (688 сторінок) входять:
1. писання святого Антонія;
2. витяги з бесід святого Макарія;
3. слова Ісаії Пустельника;
4. повчання святого Марка Подвижника;
5. писання Євагрія Ченця.

Увесь другий том (800 сторінок) є збірником богомудрих отецьких настанов, здебільшого про боротьбу з пристрастями для очищення серця, — про останню мету подвижництва.
До третього тому (470 сторінок) входять:
1. блаженного Діадоха, єпископа Фотики слово подвижницьке у ста главах;
2. преподобного Іоана Карпафського — сто глав;
3. Бесіди авви Зосими;
4. вибрані твори святого Максима Сповідника;
5. преподобного Фаласія чотириста глав;
6. св. Феодора, єпископа Едеського — 100 душекорисних глав.
7. якогось іншого Феодора — повчальне слово;
8. оповідь про авву Филимона;
9. преподобного Феогноста — 75 глав;
10. преподобного Філофея Синайського — 40 глав про тверезість;
11. Іллі пресвітера — Квітник.

Четвертий том (688 сторінок) увесь складається із самих лише повчань Феодора Студита ченцям.
Останній том (688 сторінок) містить вибрані твори Симеона Нового Богослова, преподобного Микити Стифата, митрополита Філадельфійського Феоліпта, святого Григорія Синаїта, Никифора Усамітника, святого Григорія Палами, Калліста Патріарха і споборника його Ігнатія Ксанфопули, блаженнійшого Симеона Солунського та преподобного Максима Капсокаливіта.
В 2021 році було видано переклад українською мовою автентичного Добротолюбія Паїсія Величковського в одному томі, яке є перекладом венеціанського видання. 